# Tremellia
Tremellia is een geslacht van rechtvleugeligen uit de familie krekels (Gryllidae). De wetenschappelijke naam van dit geslacht is voor het eerst geldig gepubliceerd in 1877 door Stål.

## Soorten
Het geslacht Tremellia omvat de volgende soorten:
- Tremellia fratercula Chopard, 1937
- Tremellia minahassa Gorochov, 2011
- Tremellia mindoro Gorochov, 2004
- Tremellia spurca Stål, 1877
- Tremellia timah Gorochov & Tan, 2012